# Барбара Брукальська

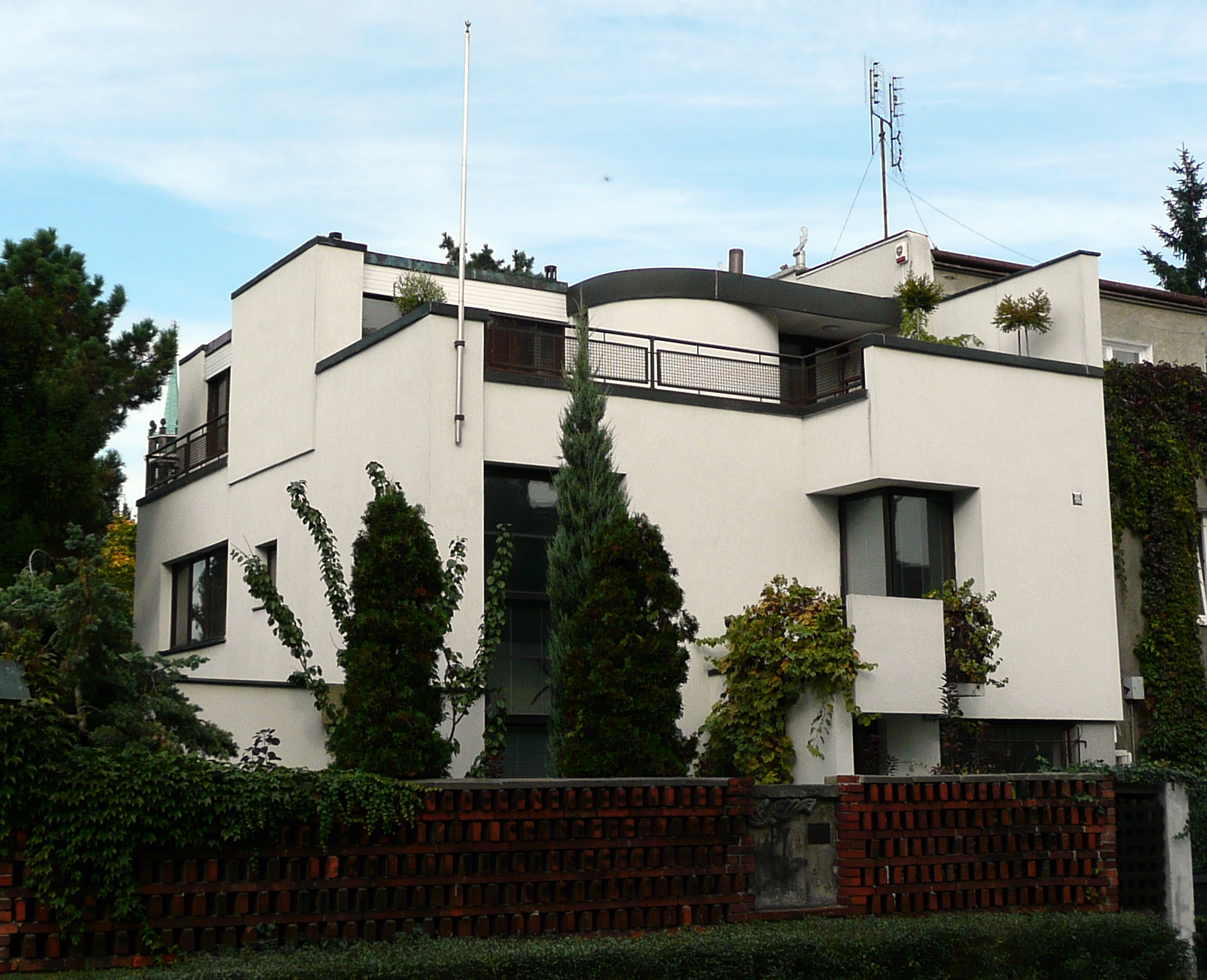
Барбара та Станіслав Брукальські, власний будинок на вул. Niegolewskiego 8 у Варшаві (1927–1928)

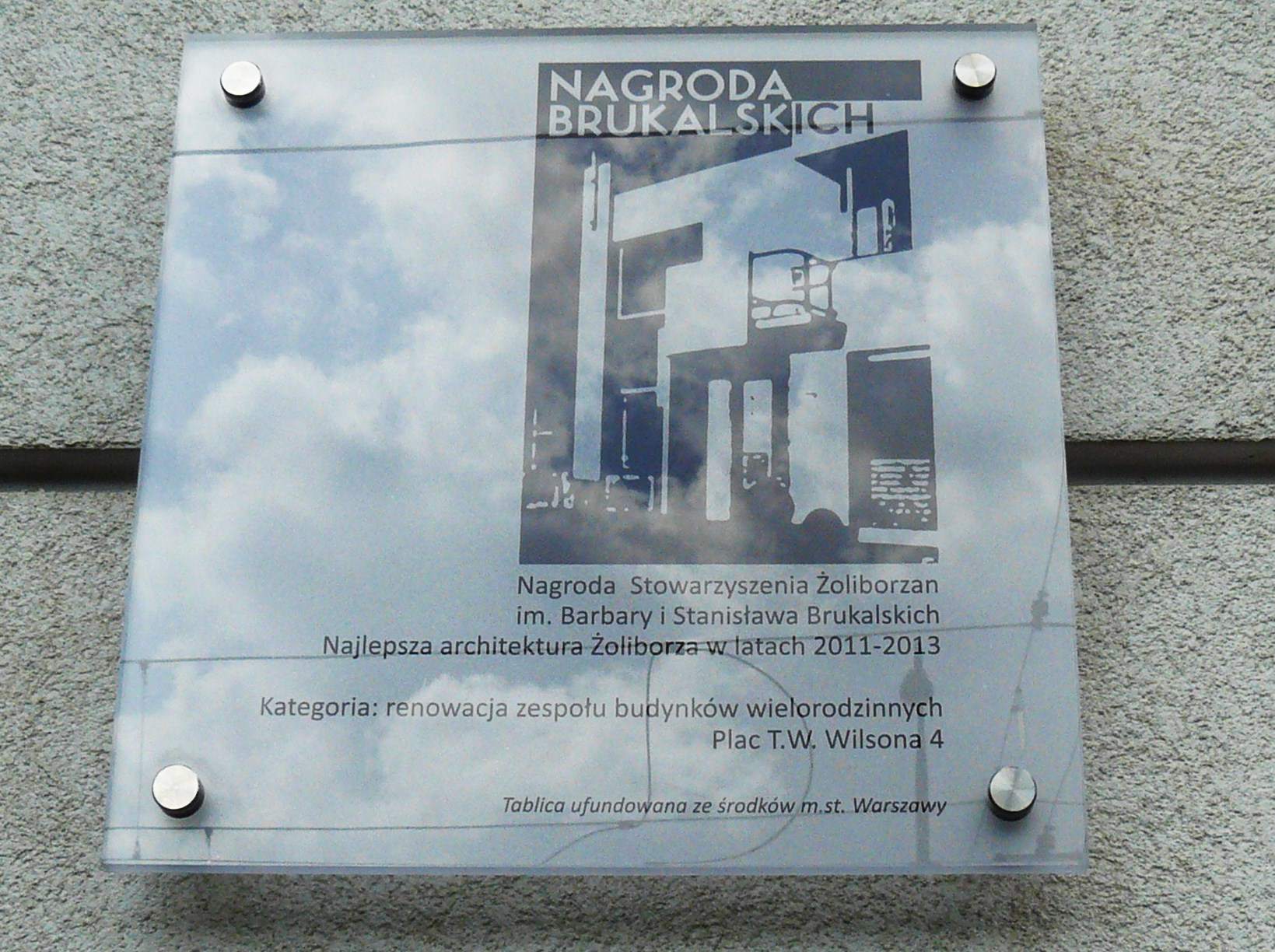
Інформаційна дошка про премію Брукальського

Барбара Брукальська (уроджена Соколовська, 4 грудня 1899, Бжезьце – 6 березня 1980, Варшава) — польська архітекторка, теоретикиня архітектури, представниця функціоналізму. Була співзасновницею та активною учасницею архітектурної групи Пресенса. З 1948 року — перша жінка-професорка на архітектурному факультеті  Варшавської політехніки. Дружина архітектора Станіслава Брукальського, сестра Зофії Соколовської.

## Резюме
Барбара була дочкою Войцеха та Стефанії, уродженої Багнєвських , орендарів маєтку в селі Грусятичі, а пізніше в Бєйковській Волі (Ґруєцький повіт). У неї було 4 сестри .
Спочатку вона навчалася на сільськогосподарському та садівничому факультеті в Пулавах,     (факультет SGGW) .1921 року вона розпочала навчання на архітектурному факультеті Варшавського політехнічного університету , спочатку відвідуючи лекції як вільна слухачка . 1948 року вона була першою жінкою в цьому університеті, яка отримала звання професора . Брукальська була однією з перших сертифікованих жінок-архітекторок, які отримали формальну технічну освіту у Другій Польській Республіці ..
1926 року разом із чоловіком  та іншими архітекторами Барбара стала співзасновницею групи Praesens, яка. 1928 року ця стала польським відділенням Міжнародного конгресу сучасної архітектури (CIAM).Дружила з архітекторкою Геленою Сиркус Разом із чоловіком Станіславом Брукальським (одна з перших архітектурних пар у Польщі), проектувала доступні функціональні будинки з простими формами й художніми акцентами: цегляними елементами, увігнутими сходами тощо. Серед ключових проєктів — власний будинок на вулиці Нєґолевського, 8 (1927–1928)    та колонії Варшавського житлового кооперативу в Жолібожі (1927–1939) у Варшаві . Вона була відома як декораторка вітрин магазинів .
Барбара Брукальська також займалася дизайном інтер'єрів та меблів. У 1929 році вона розробила проект функціональної кухні, відомої як "кухня Брукальської", яка була ергономічною та відповідала потребам сучасної жінки. Її погляди на архітектуру тісно пов’язані з соціальним контекстом: вона прагнула через форму будинку впливати на міжособистісні  та соціальні відносини, створювати міське середовище з великою кількістю зелені, зелених зон житлових масивів та концепції міста-саду . Разом з Ніною Янковською вона створила експериментальну студію  «Дім і сад» у Жолібожі .У дуеті з чоловіком проектувала також паркові комплекси, зокрема в Зулові. У своїх роботах тонко вводила національні мотиви.
Сімейна пара здобула ряд нагород, зокрема: 1935 року — третя премія за план регуляції площі Ю. Пілсудського у Варшаві з прилеглими міськими районами;  1936 — відзнака за проект житлових будинків для Товариства робітничих маєтків TOR у Варшаві.  За проект власного будинку на вул. Неґолевського, 8, у Жолібожі  подружжя отримало бронзову медаль на Міжнародній виставці «Мистецтво і техніка в сучасному житті» в Парижі.  1937 року вона взяла участь у Міжнародній виставці мистецтва та технологій у Парижі, а 1939 року — у Всесвітній виставці «Світ завтрашнього дня» в Нью-Йорку.
Під час німецької окупації вона очолювала підпільну Архітектурно-містобудівельну майстерню Жолібож (PAU), що діяла в структурі Підприємства соціального будівництва . Після Другої світової війни Брукальська працювала самостійно.     З-поміж її пізніх проєктів — житловий масив Окенце (1960) та будинок Матисякова (1965) у Варшаві [14]. Вона була активною членкинею Варшавського відділення Асоціації польських архітекторів.
З 1925 року Барбара носила коротку зачіску, демонструючи емансипованість . У своїй роботі вона звертала особливу увагу на потреби сучасної, незалежної жінки .Її проект кухні 1929 року вважається авангардним і феміністичним .
Барбару Брукальську вважають однією з провідних творчинь концепції сучасного житлового будівництва в Польщі. Вона похована разом із чоловіком на цвинтарі в Ласках   У подружжя було двоє синів — Ян Юзеф і Станіслав Балтазар,  які також стали архітекторами.        Її вважають однією з головних творців концепції сучасного житлового будівництва в Польщі. Її поховали разом з чоловіком на цвинтарі компанії в Ласках . У них було двоє синів, також архітекторів: Ян Юзеф  та Станіслав Балтазар .

## Важливі роботи
- колонії: IV, VII, IX, XIII в Жоліборжі [9][12][25][31]
- будинок за адресою вул. Niegolewski 8 (1927–1928) [9][32]
- будівля Генерального штабу Війська Польського [33]
- житловий масив в Окенці (1960) [16]
- Будинок Матисяка (1956) [11]
- розширення Будинку орлів (1948–1950) [34]
- церква в Трошині (1956–1975) [16]
- церква в Сипнєво (1971–1974) [11]
- церква в Ізабеліні [9].

Брукальська була також авторкою важливої теоретичної праці — Соціальні принципи проектування житлових масивів (Społeczne zasady projektowania osiedli mieszkaniowych), опублікованої 1948 року.. Ця книга, створена під час Другої світової війни, описувала архітектурні концепції для суспільства, заснованого на ліберальних цінностях, що суперечили ідеологічним засадам комуністичної Польщі. Незабаром після публікації видання було внесено до Індексу заборонених книг .  Попри цензуру, ідеї, викладені в цій праці, мали значний вплив. Частину з них було втілено в життя вже в повоєнні роки. У 1948 році в районі Колонії XIII Варшавського житлового кооперативу (WSM) було збудовано житловий будинок для самотніх людей — проєкт, що безпосередньо перегукувався з принципами, сформульованими Брукальською.
У 2017 році книга Соціальні принципи проектування житлових масивів була перевидана Архітектурним центром (Centrum Architektury).

## Ордени
- Хрест Незалежності
- Офіцерський хрест Ордена Відродження Польщі (1969)
- Медаль 30-ї річниці Польської Народної Республіки (1974)[23]

## Вшанування
2011 року Асоціація Жолібож заснувала Премію Жолібожа, нагороду імені Барбари та Станіслава Брукальських за найкращу інвестицію в будівництво на Жолібожі..